# .tv
.tv is het achtervoegsel van domeinnamen uit Tuvalu. In 2000 besloot Tuvalu de domeinnaam te verhuren. Verisign betaalde 50 miljoen euro voor het recht om de domeinnaam 12 jaar te gebruiken. De Tuvaluaanse overheid krijgt hiervoor 1 miljoen euro per kwartaal (dit is zo'n 5% van het totale BBP van Tuvalu). Het domein wordt beheerd door de .tv Corporation, deels in handen van Verisign. De overheid van Tuvalu bezit 20% van het bedrijf.
Afgezien van gereserveerde namen zoals com.tv, net.tv en org.tv kan iedereen domeinen op het tweede niveau laten registreren binnen de .tv-naamruimte. Doordat Tuvalu een klein eiland is en zodoende weinig mensen een domein claimen en dat tv de afkorting is voor televisie in veel talen, wordt dit domein vooral gebruikt door (internet)televisieproducenten.

## Geschiedenis
Het topleveldomein wordt beheerd door dotTV, een dochteronderneming van Verisign. De staat Tuvalu heeft een belang van 20% in de onderneming. In 2000 sloot Tuvalu een contract af waarmee de naamruimte .tv voor een royaltyvergoeding van $ 50 miljoen werd geleased voor een periode van 12 jaar. Tuvalu ontvangt $ 1 miljoen per kwartaal in ruil voor het recht om het topleveldomein te mogen gebruiken.
Demand Media, geleid door Richard Rosenblatt, de voormalige directeur van MySpace, sloot op 14 december 2006 een alliantie met Verisign om het topleveldomein .tv gezamenlijk te vermarkten als hét internetadres voor mediacontent. Premiumnamen in het .tv-domein kunnen niet worden overgedragen aan andere registrars. Jaarlijkse verlengingsvergoedingen voor .tv-premiumnamen zijn gelijk aan de initiële registratievergoeding.
Op 16 maart 2010 maakte het bedrijf Sedo bekend dat ze op 1 april samen met Verisign een exclusieve veiling zouden houden om 115 .tv-premiumdomeinen te verkopen, waarvoor voortaan de gewone (niet-premium) jaarlijkse verlengingsvergoeding zou gelden, ongeacht de op de veiling vastgestelde verkoopprijs. Op 19 maart maakte Verisign bekend dat .tv-premiumnamen voortaan beschikbaar zouden zijn via een groter aantal .tv-registrators. Bovendien werden de prijzen voor .tv-premiumnamen sterk verlaagd en werd een aantal veelgevraagde premiumnamen overgeheveld naar de standaardcategorie. Hierdoor werd in feite de barrière opgeheven die tot dan toe had verhinderd dat grote domeinhandelaren, investeerders en ontwikkelaars in de .tv-naamruimte gingen investeren.
Vanwege de betrokkenheid van Verisign, een in de Verenigde Staten gevestigd bedrijf, is de Amerikaanse wetgeving van toepassing op .tv. In de aanloop naar de Super Bowl van 2011 heeft de Amerikaanse overheid in het kader van 'Operation Fake Sweep' beslag gelegd op een aantal .tv-domeinen wegens overtreding van de auteursrechtenwetgeving.

## Toekomst
Op 1 mei 2009 werd bericht dat het achtervoegsel .tv mogelijk gaat verdwijnen. De eilandstaat Tuvalu zou namelijk langzaam onder de zeespiegel verdwijnen. Volgens domeinbeheerder ICANN zou dit tot gevolg hebben dat ook het achtervoegsel verdwijnt. Dit werd in 2021 bevestigd in een voorstel voor beleid omtrent het verwijderen van top-level domeinnamen.